# Johnny Got His Gun
|  | Aquest article tracta sobre la novel·la. Si cerqueu el film del 1971, vegeu «Johnny va agafar el fusell». |

Johnny Got His Gun és una novel·la antibel·licista escrita el 1938 pel novel·lista nord-americà Dalton Trumbo i publicada el setembre de 1939 per J. B. Lippincott, La novel·la va guanyar un dels primers National Book Awards: al llibre més original de 1939. El mateix Trumbo n'escrigué una adaptació cinematogràfica que dirigí el 1971.

## Trama
Joe Bonham, un jove soldat nord-americà que serveix a la Primera Guerra Mundial, es desperta en un llit d'hospital després de ser encalçat per l'explosió d'un obús d'artilleria. A poc a poc s'adona que ha perdut els braços, les cames i tota la cara (inclosos els ulls, les orelles, el nas, les dents i la llengua), però que la seva ment funciona perfectament, deixant-lo presoner dins al seu propi cos.
Joe intenta suïcidar-se asfixiant-se, però descobreix que ha tingut una traqueotomia que no pot ni eliminar ni controlar. Aleshores decideix que vol ser col·locat en un taüt de vidre i fer una gira per tot el país per tal de demostrar als altres els veritables horrors de la guerra. A la fi Joe ho comunica amb èxit als oficials militars després de diversos mesos de colpejar el cap amb el coixí en codi Morse. Tanmateix, s'adona que els militars no cediran a la seva petició, ni el trauran de la seva misèria eutanasiant-lo, ja que va "contra de la normativa". Resulta conscient que haurà de viure la resta de la seva vida en aquesta condició.
Joe es desplaça entre la realitat i la fantasia, recordant la seva antiga vida amb la seva família i la seva xicota, i reflexiona sobre els mites i realitats de la guerra.

## Personatges
Joe BonhamJoe Bonham és el personatge principal. "La novel·la consisteix principalment en les reminiscències de la seva infantesa i la seva lluita per no embogir i finalment per a comunicar-se".
Infermera de dia"Com a cuidadora, capaç d'un gran amor humanista, la infermera es diferencia de l'establiment mèdic concís, representat per l'home del codi Morse, però no és capaç de la simpatia perceptiva de la nova infermera".
Bill Bonham (pare de Joe)El pare de Joe, Bill Bonham, festejà amb la mare de Joe i formaren una família a Colorado. "El seu personatge arriba a representar la nostàlgia de Joe per una antiga forma de vida". També es diu que Bill mor (capítol 1) deixant soles la seva mare i les seves germanes petites (una de 13 anys, l'altra d'uns 9 anys).
Marcia Bonham (la mare de Joe)La mare de Joe, Marcia Bonham, era propera a Joe i Bill. Al llibre es fa referència regularment a ella cantant, cuinant/fornejant i tocant el piano.
Kareen (la núvia de Joe abans de marxar a la guerra)Kareen (que tenia 19 anys en el moment de la partida de Joe) s'esmenta al llarg del llibre mentre Joe flota entre la realitat i la fantasia. Ella i Joe dormen junts per primer cop (capítol 3) la nit abans de marxar, amb l'aprovació reticent del seu pare.
Diane (la primera xicota de Joe)Diane només apareix al capítol 4. En aquest capítol s'esmenta que enganyà a Joe amb un noi anomenat Glen Hogan. També enganyà a Joe amb el seu millor amic, Bill Harper (que li va dir que l'havia enganyat amb Hogan).
Bill Harper (el millor amic de Joe)Bill Harper adverteix a Joe que la Diane l'ha enganyat amb Glen Hogan. Joe, que no es creu la notícia, colpeja a en Bill. Joe més tard descobreix que Bill li deia la veritat i decideix que vol reprendre'n l'amistat. No obstant això, troba en Bill i la Diane fent-se petons a casa seva i és ferit per tots dos. El final del capítol 4 fa referència a com Bill va ser assassinat a Belleau Wood .
HowieJoe coneix a Howie (capítol 9) després dels seus problemes amb Diane i Glen Hogan. Sembla que Howie mai va poder mantenir una parella a la seva vida, i la seva xicota Onie també el va enganyar amb Glen Hogan. Joe i Howie decideixen no només oblidar-se de les seves núvies sinó també de Glen Hogan. Joe i Howie s'uneixen a un grup de mexicans que treballen al ferrocarril. Tanmateix, un cop Howie rep un telegrama de disculpa d'Onie, els nois decideixen tornar a casa.
JoséJosé treballava en una fleca amb Joe. Rebé la feina a la fleca a través del refugi local per a persones sense llar. José té moltes històries que el diferencien dels altres treballadors sense sostre, inclont el fet que es negà a casar-se amb una dona rica. José volia treballar a Hollywood. Quan es presenta l'oportunitat de treballar per a una empresa de fotografia, José s'acomiada a propòsit perquè sent que el seu honor personal no li permetrà renunciar al cap que li va donar la seva oportunitat original.
Nova infermera de diaLa nova infermera fou la primera persona que es va comunicar amb èxit amb Joe després de les seves lesions. Ella mogué el dit sobre el seu pit nu en forma de lletra M fins que Joe li va indicar que entenia "M". Aleshores va escriure "BON NADAL" i Joe va dir que ho entenia. Llavors, la nova infermera deduí que els cops de cap de Joe eren en codi Morse i buscà algú que conegués el codi Morse.

## Títol i context
El títol és una obra sobre la frase "Johnny get your gun", una frase propagandística que s'usava habitualment per tal d'animar els joves americans a allistar-se a l'exèrcit a finals del segle XIX i principis del XX. Aquesta frase es va popularitzar a la cançó de George M. Cohan "Over There", que fou àmpliament gravada durant el primer any de participació nord-americana a la Primera Guerra Mundial. Johnny Get Your Gun també és el títol d'un film de 1919 dirigit per Donald Crisp.
Molts dels primers records del protagonista Joe Bonham es basen en la joventut de Dalton Trumbo a Colorado i Los Angeles. La novel·la s'inspira en articles sobre dos homes amb greus ferides sobre els que Trumbo havia llegit: la visita a l'hospital d'Eduard, príncep de Gal·les a Curley Christian, considerat l'únic soldat canadenc de la Primera Guerra Mundial al que li amputaren les quatre extremitats, i un major britànic el cos del qual va ser danyat tan horriblement que fou denunciat com a desaparegut en combat per la seva família. La família descobrí la veritat anys després de la seva mort a l'hospital. "Tot i que la novel·la fou una peça pacifista publicada en temps de guerra, va ser ben revisada i guanyà un premi American Booksellers el 1940". Es publicà dos dies després de la declaració de guerra a Europa, més de dos anys abans que els Estats Units s'unissin a la Segona Guerra Mundial.

## Publicació
En la seva introducció a una reimpressió de 1959 Trumbo descriu haver rebut cartes d'aïllacionistes de dretes demanant còpies del llibre quan estava exhaurit. Trumbo va contactar amb l'FBI i els hi lliurà aquestes cartes. Trumbo va lamentar aquesta decisió, que després va titllar d'"insensata", després que dos agents de l'FBI es presentessin a casa seva posant de relleu que "el seu interès no rau en les cartes sinó en mi".

## Adaptacions
- El 9 de març de 1940 Arch Oboler va produir i dirigir una adaptació radiofònica de Johnny Got His Gun, basada en el seu guió, i presentada a la sèrie de NBC Radio, Arch Oboler's Plays. James Cagney posà la veu a Joe Bonham en aquesta emissió.[10]
- El 1971 Trumbo va adaptar i dirigir una adaptació cinematogràfica de la novel·la, protagonitzada per Timothy Bottoms com Joe Bonham.
- Donald Sutherland llegeix un passatge de la novel·la al final del documental FTA de 1972 contra la guerra del Vietnam[11] que més tard es va reeditar en el documental de 2005 Sir! No Sir! .[12]
- A principis de 2009 la pel·lícula de 1971 sortí en DVD als Estats Units, produïda per Shout! Factory . El DVD incloïa la pel·lícula original sense tallar, a més d'un documental de 2005 (Dalton Trumbo: Rebel In Hollywood), entrevistes de nous repartiments, el vídeo musical de Metallica "One", imatges d'entre bastidors amb comentaris de les estrelles Timothy Bottoms i Jules Brenner, l'adaptació de ràdio de 1940 i el tràiler teatral original.[13]

- El 1982 Bradley Rand Smith va adaptar Johnny Got His Gun a una obra teatral, que des de llavors s'ha representat a tot el món. La seva primera carrera fora de Broadway va protagonitzar Jeff Daniels, que va guanyar un premi Obie per la seva actuació.[14]
- El 1984, la directora Miroslava Valová va filmar una adaptació televisiva sota el nom txec Johnny si vzal pušku . Va ser filmat per la televisió txecoslovaca a Praga, protagonitzat per Michal Pešek, Petr Haničinec and Věra Galatíková.[15]
- El 1988 Metallica va llançar l'àlbum d'estudi ...And Justice for All, que inclou la cançó " One ", molt basada en els esdeveniments del llibre i la representació de l'estat de Joe Bonham. El vídeo musical de la cançó inclou diversos clips de l'adaptació cinematogràfica.[16]
- El 2008, Ben McKenzie va protagonitzar una actuació en solitari a la versió "en directe a l'escenari, a la pel·lícula" de l'obra.[17]
- Del 21 de maig de 2014 al 14 de juny de 2014, l'estrena escènica del Regne Unit, dirigida per David Mercatali i protagonitzada per Jack Holden, va tenir lloc al Southwark Playhouse.[14]